# Callyspongia aculeata
Callyspongia aculeata är en svampdjursart som först beskrevs av Carl von Linné 1759.  Callyspongia aculeata ingår i släktet Callyspongia och familjen Callyspongiidae.
Artens utbredningsområde är Karibiska havet. Inga underarter finns listade i Catalogue of Life.